# فرنق (خمین)
فرنق مرکز دهستان رستاق، از دهستان‌های شهرستان خمین واقع در استان مرکزی ایران است.
موقعیت جغرافیایی
فرنق در ۵۰ درجه و ۵۷ دقیقه طول شرقی و ۳۳ درجه و ۳۸ دقیقه عرض شمالی؛ و در ۱۷ کیلومتری جنوب غربی شهر خمین و ۳۲۳ کیلومتری جنوب غربی پایتخت قرار دارد.
روستای فرنق دارای موقعیتی پایکوهی است که در میان کوه‌های پراکنده‌ی دامنه‌های شرقی زاگرس مرکزی واقع شده‌است. به دلیل نزدیکی تقریبی با کوه‌های مرتفع اشترانکوه (با قلل بالای ۴۰۰۰ متر) که در جنوب ازنا و الیگودرز و در فاصله‌ای حدود ۶۰ کیلومتر از فرنق قرار گرفته، آب و هوای این روستا معتدل و نیمه خشک کوهستانی می باشد. شغل اصلی مردم فرنق کشاورزی، باغ داری و دامپروری است و مردم لر بختیاری می باشند.

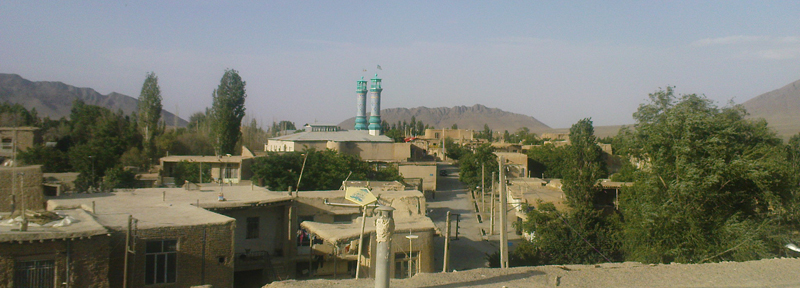
نمایی از بافت روستای فرنق

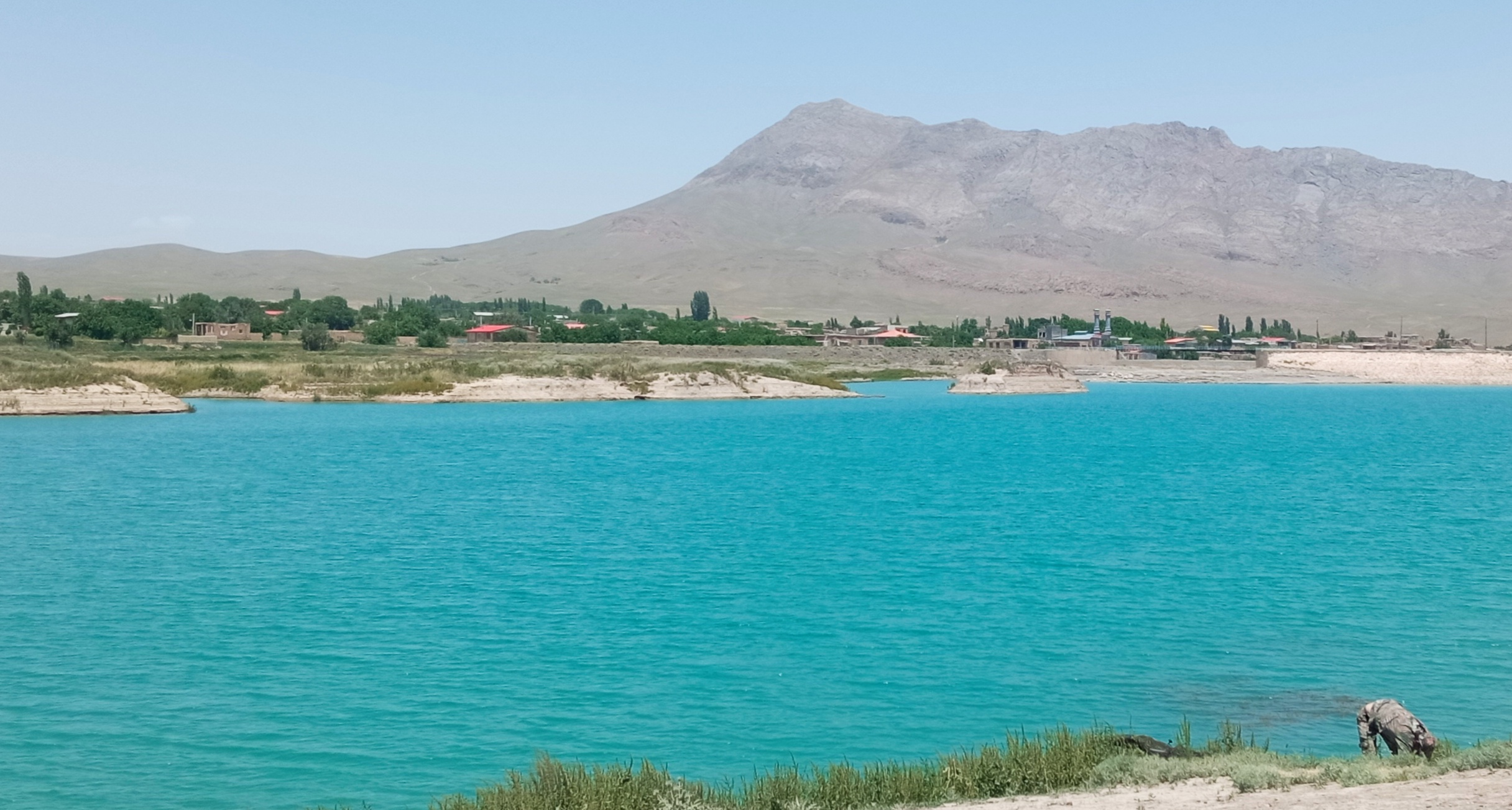
نمایی کلی از روستای فرنق در میان سد فرنق و کوه هفت سواران

## نامگذاری
ریشه این نام سابقهٔ اوستایی دارد. فَرنَک یا فرانک نام مادر کی‌ابیوه، رومین کی (پادشاه) از کیان مصرح در کتب مذهبی است. مفسرین اوستا و نویسندگان تاریخ کیانیان، نام فرنگ را در ضمن نسب‌نامه کیان آورده‌اند. می‌توان فرنق را شکل تثبیت‌شده‌ای از فَرنَگ می‌باشد.

## ویژگی‌های کالبدی
فرنق در حد فاصل دو شهرستان خمین (۱۷ کیلومتر) از استان مرکزی و الیگودرز (۴۵ کیلومتر) از استان لرستان قرار گرفته و همانگونه که پیشتر اشاره گردید، با استان اصفهان نیز از طریق شهرستان گلپایگان هم مرز است. سد گلپایگان در ۲۰ کیلومتری جنوب شرقی فرنق واقع است.
سد خاکی
سد فرنق سد خاکی با هسته‌ای رسی، ارتفاع 205 متر و گنجایش هشت میلیون مترمکعب آب بوده و بین دریاچه سد و روستای فرنق واقع شده، این سد به منظور تأمین آب مورد نیاز کشاورزی و بخشی از صنعت منطقه به بهره‌برداری رسیده است.